# ادر (اگل)
ادر (به آلمانی: Eder) یک رود در آلمان است که در نوردراین-وستفالن واقع شده‌است.